# تشارلي آبي
تشارلي آبي (بالإنجليزية: Charlie Abbey)‏ هو لاعب كرة قاعدة أمريكي، ولد في 14 أكتوبر 1866 في نبراسكا في الولايات المتحدة، وتوفي في 27 أبريل 1926 في سان فرانسيسكو في الولايات المتحدة.

## وصلات خارجية
- تشارلي آبي على موقعبيزبول رفرنس.كوم (الدوري الرئيسي) (الإنجليزية)
- تشارلي آبي على موقعبيزبول رفرنس.كوم (الدوري الثانوي) (الإنجليزية)
- تشارلي آبي على موقع مشجعي الرسوم البيانية (الإنجليزية)